# Ribeirão do Pinhal (Tibaji)
Der Ribeirão do Pinhal ist ein etwa 10 km langer rechter Nebenfluss des Rio Tibaji im Norden des brasilianischen Bundesstaats Paraná.

## Etymologie
Der Name bedeutet Ribeirão = Bach und Pinhal = Pinienwald und bezieht sich auf die Araukarien der ursprünglichen Bewaldung.

## Geografie

### Lage
Das Einzugsgebiet des Ribeirão do Pinhal befindet sich auf dem Segundo Planalto Paranaense (Zweite oder Ponta-Grossa-Hochebene von Paraná) und im Durchbruchstal des Rio Tibaji durch die Serra Geral vom Segundo zum Terceiro Planalto Paranaense.

### Verlauf
Sein Quellgebiet liegt im Munizip São Jerônimo da Serra auf 744 m Meereshöhe bei der Ortschaft São João do Pinhal. Er bildet die nördliche Grenze der Terra Indígena Barão de Antonina.
Der Fluss verläuft in westlicher Richtung. Er mündet auf 414 m Höhe von rechts in den Rio Tibaji. Er ist etwa 10 km lang.

### Munizipien im Einzugsgebiet
Der Ribeirão do Pinhal verläuft vollständig innerhalb des Munizips São Jerônimo da Serra.

## Terras Indígenas
Am Ribeirão do Pinhal liegt das indigene Gebiet Terra Indígena Barão de Antonina.
Gemäß der Liste der indigenen Territorien Brasiliens (Lista de terras indígenas do Brasil) leben knapp 500 Indigene in diesem Reservat. Die Liste fußt auf Daten des Instituto Socioambiental.
| Terra indígena      | Völker                    | Bewohner | Fläche(km²) | Bewohner pro km² | Kategorie      |
| ------------------- | ------------------------- | -------- | ----------- | ---------------- | -------------- |
| Barão de Antonina I | Guarani Ñandeva, Kaingang | 460      | 37,67       | 12,21            | Terra Indígena |